# Namnreaktion
En namnreaktion är en kemisk reaktion som är uppkallad efter en eller flera personer som upptäckt eller vidareutvecklat reaktionen. Ett exempel är Friedel-Crafts reaktion som är uppkallad Charles Friedel och James Crafts. Huvuddelen av namnreaktionerna är reaktioner inom organisk kemi, och är ofta utnyttjade för syntesändamål. Av tiotusentals kända och beskrivna reaktioner utgör namnreaktionerna några hundra.